# Harold Sylvester
Harold Sylvester (Nueva Orleans, Luisiana; 10 de febrero de 1949) es un actor de cine y televisión estadounidense.
Su rol más reconocido es en la serie de televisión Married... with Children/Matrimonio con hijos como Griff, quien trabaja con Al Bundy en la tienda de zapatos. Otros papeles de Harold son en las series Walking Tall, Today's F.B.I., Mary, y Shaky Ground. La serie que ha protagonizado más recientemente es The Army Show. Sylvester tiene un papel recurrente en la serie de televisión City of Angels.
Sus roles más reconocidos en el cine son An Officer and a Gentleman (1982), Uncommon Valor (1983), Innerspace (1987), Corrina, Corrina (1994), and Missing Brendan (2003).
Ha hecho algunas apariciones como invitado en varias series como Hill Street Blues, Murder, She Wrote y NYPD Blue.

## Filmografía
- Missing Brendan (2003)
- What Wouldn't Jesus Do? (2002)
- Trippin' (1999)
- The Sixth Man (1997)
- Corrina, Corrina (1994)
- In the Deeo Woods (1992)
- Hit List (1989)
- Innerspace (1987)
- Vision Quest (1985)
- Space Rage (1985)
- Uncommon Valor (1983)
- An Officer and a Gentleman (1982)
- Inside Moves (1980)
- Fast Break (1979)
- A Hero Ain't Nothin' But a Sandwich (1978)
- Sounder, Part 2 (1976)
- Night of the Strangler (1975)